# 風和日麗唱片行
風和日麗唱片行為臺灣之音樂品牌，旗下代表藝人有自然捲（已解散）、929樂團、黃玠等。實體唱片行創始於台北。現以經營音樂品牌及線上商城為主。

## 簡史
2003年1月1日，卓煜琦(查爾斯)創辦風和日麗唱片行。品牌理念為：「以唱片行為名，行音樂品牌之實，致力為台灣本土創作音樂開疆闢土」。
起初唱片行，引進歐美獨立品牌，如西班牙的Siesta，美國的Minty Fresh，以及英國的Dreamy Records，並以Café、Saloon等個性小店為據點，提供iPod作為全部產品的試聽機制，建立了虛擬唱片行的特殊通路，最後因成本過高而撤下。
2003年11月，卓煜琦開始接觸台灣的獨立音樂，銷售的第一張唱片是陳綺貞的第一張單曲《Sentimental Kills》（cheerego.com發行），打開知名度。其後，風和日麗唱片行又銷售自然捲與929樂團的唱片，打入台灣非主流唱片最大銷售通路誠品書店。
2005年，由於自然捲獲得金曲獎提名以及929樂團入圍第四屆（2004年）海洋音樂大賞，風和日麗唱片與HitFM聯播網合作製作HitoRadio的專輯，使風和日麗唱片知名度更廣，風和日麗唱片銷售的唱片得以進入一般唱片行。
2010年3月，風和日麗舉辦全台首次單一舞台、品牌專屬音樂節「風和日麗連連看」，結合音樂與電影，統整過去、現在與未來，首代自然捲復合演出，多年不見的黃小楨重出江湖，何欣穗、黃玠、NyLas與吳志寧，重整旗鼓的搖滾樂團草莓救星，以及風格獨具的煙圈計畫。2012年「風和日麗連連看」延續「好好聽音樂，好好過生活」的核心概念，以十個生活提案為主軸，延伸出十場主題音樂會，跳脫以往音樂節的制式形態，發展出連續五個月的音樂盛會。

## 發行作品

### 親愛的音樂
- 2012年10月 草莓救星x甜梅號《這樣的我是偏執狂》單曲
- DEAR001 2012年11月 葛洛力《小鬧劇‧選集》專輯
- Dear002 2012年12月 黃玠瑋《面對明日的勇氣》單曲
- DEAR003 2013年3月 光引擎首張專輯《沿途風景》
- DEAR004 2013年3月 週休八日首張小碟《不擅長的事》
- Dear005 2013年5月 何欣穗《she & me》
- dear006 2013年10月 依錚依靜《和我在一起》
- Dear007 2013年11月 甜梅號《金光之鄉》
- Dear008 2014年1月 走下坡《Over The Hill》
- dear009 2014年12月 肯周樂隊《超時空點唱機》
- dear010 2015年1月 熊寶貝樂團《How to Love》
- dear011 2015年7月 Triple Deer《Triple Deer》
- dear012 2015年9月 光引擎 巧克力布朗尼
- dear013 2015年9月 Cicada 仰望海平面
- DEAR014 2015/10/ 依錚依靜 还会爱我吗
- DEAR016 2016年3月 CICADA farawell
- dear017 2016/12 WoodyWoody  2的N次方
- dear018 2017/5 玫熹 未来摩登佬

### 風和日麗唱片行
| 編號   | 名稱                             | 藝人          | 發行時間   |
| ------ | -------------------------------- | ------------- | ---------- |
| AGD001 | 《C'est La Vie》                 | 自然捲        | 2004/4     |
| AGD002 | 風和日麗影像明信片               |               | 2005/2     |
| AGD003 | 同名專輯                         | 929           | 2005/4/13  |
| AGD004 | 大捲包小卷                       | 自然卷        | 2005/12/23 |
| AGD005 | 绿色的日子                       | 黃玠          | 2007/6/29  |
| AGD006 | 甜蜜的負荷-吳晟 詩．誦           | 吴晟          | 2008/4/22  |
| AGD007 | 甜蜜的負荷-吳晟 詩．歌           | 吴晟          | 2008/4/22  |
| AGD008 | 螢火-繪本概念EP                  | 熊寶貝樂團    | 2008/5/5   |
| AGD009 | 也許像星星                       | 929           | 2009/5/4   |
| AGD010 | 我們快樂地向前走                 | 何欣穗 ciacia | 2008/12/23 |
| AGD011 | 同名專輯                         | NyLas         | 2009/3/6   |
| AGD012 | 相逢                             | 929           |            |
| AGD013 | No Budget                        | 黃小楨        | 2009/7/4   |
| AGD014 | 風和日麗連連看音樂合輯           | 合辑          | 2010/1/29  |
| AGD015 | 我的高中同學                     | 黃玠          | 2010/9/1   |
| AGD016 | 羽毛河                           | 草莓救星      | 2010/12/31 |
| AGD017 | 最想去的地方                     | 吳志寧        | 2011/9/30  |
| AGD018 | 風和日麗 X 幾米 完美生活概念選輯 | 合辑          | 2012/5/25  |
| AGD019 | 放個假                           | 黃玠X蛋堡     | 2012/7/6   |
| AGD021 | 下雨的晚上                       | 黃玠          | 2013/7/11  |
| AGD022 | 台中日和                         | 葛洛力        | 2013/6/21  |
| AGD023 | 3                                | 929           | 2014/6/24  |
| AGD024 | 吳晟詩歌2：野餐                  | 吳志寧        | 2014/10/31 |
| AGD025 | 大自然的力量(限量版)             | 黃玠          | 2014/11/11 |
| AGD026 | 親愛的，你聽見了嗎?              | 黃玠瑋        | 2015/9/19  |
| AGD027 | 十年熟成精選輯                   | NABOWA        | 2015/11/6  |
| AGD028 | 在一片黑暗之中                   | 黃玠          | 2016/6/9   |
| AGD029 | 身心靈不全                       | 奇哥          | 2016/8/25  |
| AGD030 | 枕头之歌                         | 合辑          | 2017/07/28 |
| AGD031 | 身心靈不全之鬼打牆               | 奇哥          | 2018/6/9   |
| AGD032 | 新的。人。事物                   | 柔米          | 2018/08/18 |

## 外部連結
- 風和日麗唱片行 （页面存档备份，存于）
- 風和日麗唱片行的Facebook專頁